# Johann Nepomuk Czermak
Johann Nepomuk Czermak (alias Jan Nepomuk Čermák, Czermák N. János) (Prága, 1828. június 17. – Lipcse, 1872. szeptember 16.) cseh származású orvos, fiziológus, egyetemi tanár, a Magyar Tudományos Akadémia kültagja.

## Élete
Cseh származású volt, apja keresett gyakorló orvos volt. A szülői házban gondos német irányultságú nevelésben részesült. Csehországot ifjú korában elhagyva mint orvosnövendék a bécsi egyetemen töltött egy év után tanulmányait Boroszlóban, majd Würzburgban folytatta. Tanulmányai során Kölliker és Purkině mellett részint szövettani, részint élettani témákkal foglalkozott. Orvosdoktori oklevelét a würzburgi egyetemen 1850-ben szerezte meg. 1851-ben Purkině, aki ekkor Prágában az élettant tanította, meghívta maga mellé tanszéki segédül. 1855-ben Grazban az élettan és az összehasonlító bonctan tanára, majd 1856-ban a krakkói egyetem élettan tanára lett. 1857–1858 telén szabadságon volt Bécsben, ahol Brücke és Ludwig élettani intézeteiben működött, itt kezdte meg a gége élettanára vonatkozó nagy jelentőségű vizsgálatait.
1858-ban kinevezték a pesti egyetemen, a Schordann nyugdíjaztatása folytan megüresedett élettani tanszékre; tanszékét június 22-én foglalta el. A budapesti királyi orvosegyletben, melynek rendes tagja lett, több előadást tartott különböző élettani kérdésekről és vizsgálati módszerekről. Az alkotmányos mozgalom és az egyetemi tanácsnak a magyar nyelv érdekében ő felségéhez tett fölterjesztése, úgyszintén Dessewffy Emil grófnak a sárospataki háromszázados ünnepélyen mondott beszéde mély hatást gyakoroltak rá. Látta azt, hogy az a rendszer, amelynek uralma alatt egyetemi tanár lett, gyűlölt és mindinkább fokozódó ellenszenvvel találkozik; ezért 1860 júliusában tanári állásáról leköszönt és Prágába költözött, ahol később élettani intézetet létesített. Miután nem sikerült elérnie, hogy az általa épített intézetet az egyetem átvegye, elfogadta a meghívást a jénai egyetem élettani tanszékére, ahol 1865-től 1869-ig tartózkodott, majd november 13-án lipcsében tiszteleti tanár lett. Itt saját költségén szintén élettani laboratóriumot rendezett be, mely a város egyik nevezetessége volt. 
A Magyar Tudományos Akadémia 1868. március 18-án választotta külföldi levelező tagjai sorába. Czermak Prágában még tanszéki segéd korában nősült, feleségül véve Laemel gazdag bankár leányát.
„Újjászervezte a pesti élettani intézetet, kémiai és mikroszkópos vizsgálatok végzésével megalapozta a korszerű élettani kutatások módszertanát. 1858-ban Pesten fedezte fel a gégetükrözés elvét, és mutatta be találmányát, a gégetükröt.”

## Munkái
- Zur Orientirung im Gesammtgebiete der Zoologie. Leipzig, 1855
- Kleine Mittheilungen aus dem k. k. physiologischen Institute in Pest. erste, zweite und dritte Reihe, Wien, 1859–60
- Der Kehlkopfspiegel und seine Verwerthung für Physiologie und Medizin. Leipzig, 1860
- Das physiologische Institut der Universität in Pest 1858–60. Pest, 1860
- Die Physiologie als allgemeines Bildungs-Element. Leipzig, 1869
- Populäre physiologische Vorträge, gehalten im akademischen Rosensaale zu Jena in den Jahren 1867–1869. Wien, 1870

Első cikke a Müller Archivjában (1849) jelent meg; írt a Zeitschrift für wissenschaftl. Zoologie (1850, 1856–1857) és a Prager Vierteljahrschrift (1851–1854) című folyóiratokba. Prágában tartózkodása alatt (1851–1855) jeles értekezések egész sora jelent meg tőle, melyek a szem élettanára és a bőrnek mint érzékszervnek működésére vonatkoznak; 1852. 1854. és 1857-ben a bécsi akadémia Sitzungsberichtjeiben kiadta a bőr-érzék élettanára vonatkozó újabb tanulmányait; itt jelentek meg értekezései a csörgőkígyók hangzó szervéről, a gégetükör helyes használatáról és a gége működéséről légzésnél (1858); a Wiener Med. Wochenschriftben (1859) is jelentek meg hasonló tárgyú dolgozatai; a pesti egyetemi élettani intézet tudományos működésének irodalmi termékei és egyéb cikkei a Zeitschrift für Natur und Heilkunde (1858–1863) és az Orvosi Hetilapban (1859–1864) jelentek meg.